# Gerbilliscus robustus
Gerbilliscus robustus é uma espécie de roedor da família Muridae.
Pode ser encontrada nos seguintes países: República Centro-Africana, Chade, Eritreia, Etiópia, Quénia, Níger, Somália, Sudão, Tanzânia, Uganda, possivelmente nos Camarões e possivelmente na Nigéria.
Os seus habitats naturais são: savanas áridas, savanas húmidas, campos de gramíneas subtropicais ou tropicais húmidos de baixa altitude, terras aráveis e áreas urbanas.